# Juan Alfonso de Molina
Juan Alfonso de Molina (c. 1225-Palencia, 1293); Obispo de Palencia e hijo ilegítimo del infante Alfonso de Molina y nieto de Alfonso IX, rey de León.
Fue canciller del rey Sancho IV de Castilla, su sobrino, entre 1284 y 1289, y en palabras del historiador Manuel Maldonado Fernández este eclesiástico fue un «notable y fiel cortesano» y llegó a ser deán de la catedral de Burgos, arcediano de la catedral de Santiago de Compostela y notario mayor de los reinos primero de León (1259-1272), y posteriormente de Castilla. Y era hermanastro de María de Molina, reina consorte de Castilla por su matrimonio con Sancho IV de Castilla.

## Biografía
Juan Alfonso de Molina nació alrededor del año 1225. Hijo natural del infante Alfonso de Molina, fue destinado desde su juventud a la carrera eclesiástica. Fue legitimado mediante una bula otorgada por el papa Inocencio IV el 14 de octubre de 1243.
Fue arcediano de la catedral de Santiago de Compostela y notario de León desde julio de 1259 hasta mayo de 1274, durante el reinado de Alfonso X el Sabio.
Fue nombrado deán de la catedral de Burgos y, en 1278, obispo de Palencia gracias a la intervención directa de Alfonso X, que era sobrino de Juan Alfonso, habiendo recibido previamente una dispensa del papa Alejandro IV, otorgada el 24 de enero de 1259, que le permitía ser consagrado obispo, honor que le estaba vedado por su condición de hijo ilegítimo hasta entonces. Gobernó la diócesis de Palencia entre los años 1278 y 1293, en que falleció, hallándose en la ciudad de Palencia. 

En opinión de algunos historiadores, el papel de Juan Alfonso de Molina resultó fundamental a la hora de comprender la importancia jugada por la jerarquía eclesiástica castellana durante la rebelión del infante Sancho de Castilla, futuro Sancho IV, contra Alfonso X. Al principio el prelado manifestó que no intervendría en la sublevación del infante Sancho y que no respetaría lo acordado en las Cortes de Valladolid de 1282, donde se decidió deponer a Alfonso X, pero las actuaciones posteriores del obispo de Palencia demostraron a la larga «un cálculo político» que le llevaría a limitarse a observar la evolución de los acontecimientos.

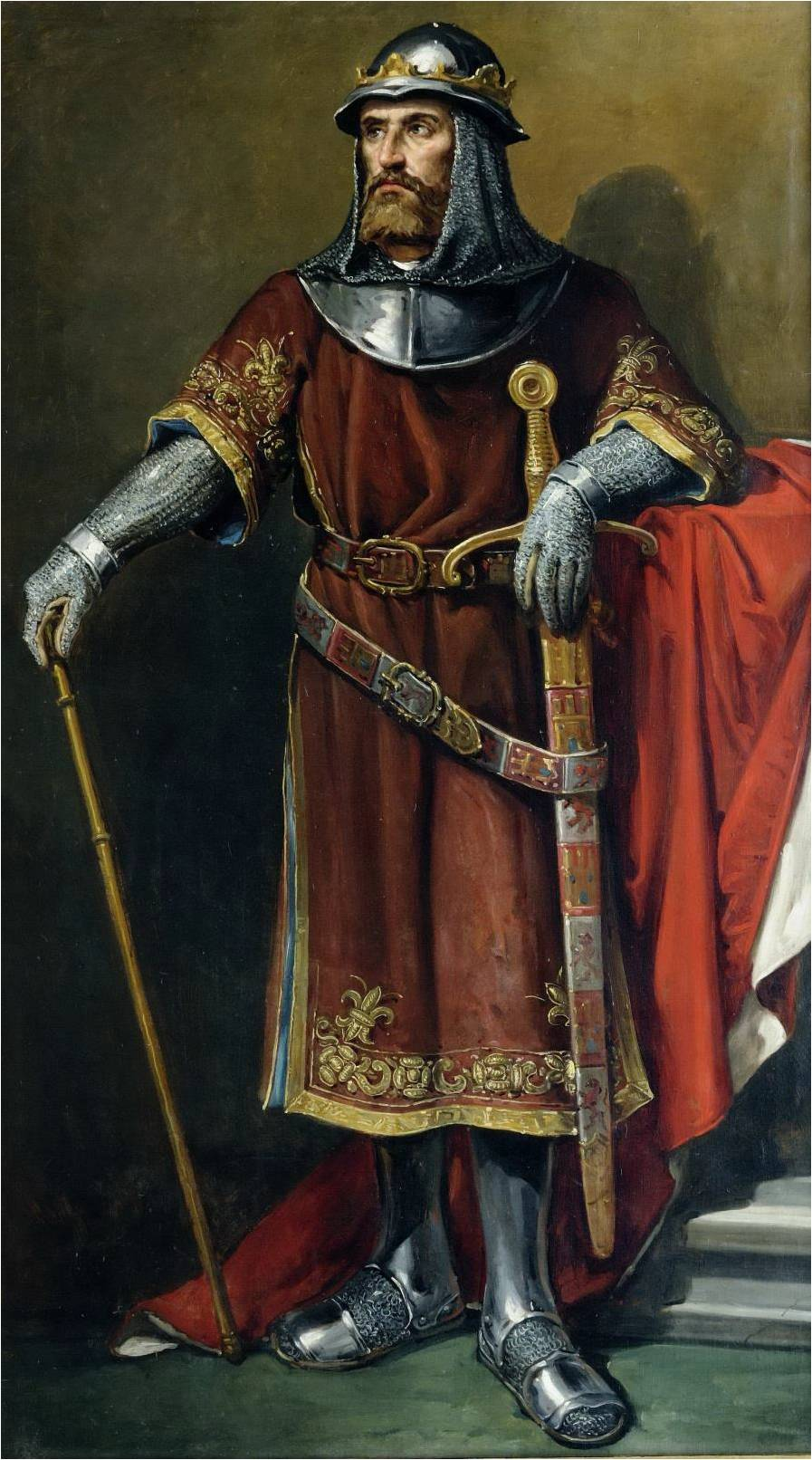
Retrato imaginario de Sancho IV de Castilla, sobrino de Juan Alfonso de Molina. José María Rodríguez de Losada. (Ayuntamiento de León).

Durante el reinado de Sancho IV de Castilla, aprovechó su parentesco con el monarca castellano para aumentar sus privilegios con respecto al señorío que ostentaba sobre la ciudad de Palencia, privilegio anejo a su condición de obispo de la ciudad. Y está documentado que el rey Sancho IV tuvo que resolver el pleito que enfrentaba a los moros y judíos de dicha ciudad col el obispo Juan Alfonso y sus intentos por ejercer el señorío que tenía sobre la ciudad.
En agosto de 1284 Juan Alfonso comenzó a aparecer en los documentos de la Corona con el título de canciller del rey, cuya misión era custodiar los sellos reales, por lo que el cargo suponía tener un papel «fiscalizador» de la mayor parte de la burocracia cortesana y siempre era ocupado por alguien de «plena confianza y lealtad comprobada», en palabras de dicho historiador, que también advirtió que el obispo Juan Alfonso se dedicó más especialmente a la recaudación de las rentas de la Corona castellana. Y otros autores destacan el hecho de que el cargo de canciller real siempre había sido ocupado hasta esos momentos, al menos «nominalmente», por los arzobispos de Toledo.
Sancho IV, que acababa de celebrar Cortes en Falencia, deseaba complacer a los vecinos de la ciudad, y el día 8 de enero de 1287, hallándose en Valladolid, envió su respuesta manifestando que ni había sido ni era su intención dar al prelado «el señorío, nin las alqadas, nin el poder que auemos de fazer alcalles de la hermandad en la çibdad de Falencia, nin toller al conçeio dende en ninguna cosa de las juderías, nin de las morerías, nin de los pesos, nin de los otros derechos que solien auer»". Y en opinión de Mercedes Gaibrois Riaño de Ballesteros, con su respuesta el rey Sancho IV hacía muy «bien», ya que ello redundaba en beneficio de la tranquilidad del obispo y de la ciudad, cuyos vecinos habían podido comprobar que cuando la justicia real les desamparaba, «sabían tomársela por su mano, sin detenerse ante eclesiásticas jerarquías», en palabras de la mencionada historiadora.
En 1288 estuvo presente en Alfaro cuando el rey Sancho IV asesinó al conde Lope Díaz III de Haro, señor de Vizcaya. Y entre 1289 y 1290 Juan Alfonso, que ocupaba el cargo de canciller del rey, fue además notario mayor del reino de Castilla.
Juan Alfonso de Molina falleció en la ciudad de Palencia en 1293, y según Gaibrois Riaño de Ballesteros debió morir entre el día 4 de octubre y el 30 de noviembre de ese año, ya que en esta última fecha aparece vacante la sede palentina.
| Predecesor: Munio de Zamora | Obispo de Palencia 1278 – 1293 | Sucesor: Tello II |